# كتاب الباباوات

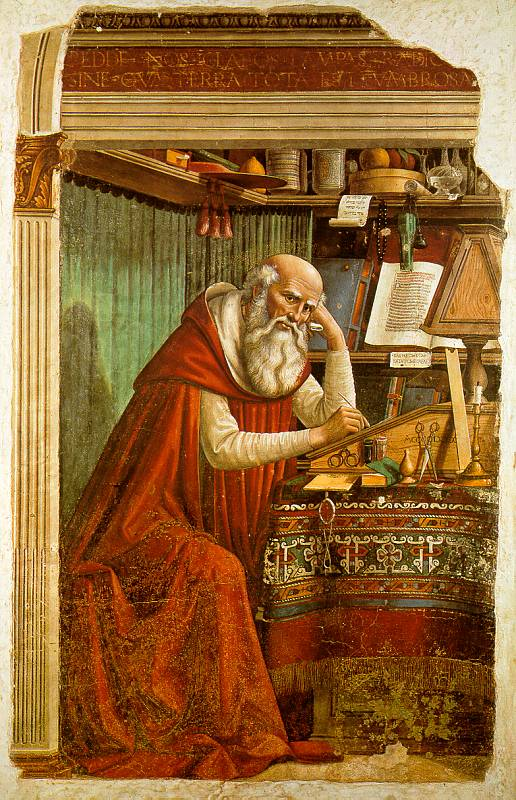
منذ القرن التاسع الميلادي, يعتقد بأن جيروم هو مؤلف كتاب الباباوات.

كتاب الباباوات (باللاتينية: Liber Pontificalis) هو كتاب سير ذاتية للباباوات الكاثوليك منذ عهد القديس بطرس إلى القرن الخامس عشر الميلادي. توقف تدوين الكتاب في البداية عند سيرة البابا أدريان الثاني (867–872) أو ستيفين الخامس (885–891)، ثم استكمل بنمط مختلف حتى عهد البابا إيجين الرابع (1431–1447) ثم بيوس الثاني (1458–1464). ورغم أنه نقل دون تمحيص تقريبًا من القرن الثامن حتى القرن الثامن عشر، إلا أنه خضع حديثًا للتدقيق العلمي الحديث لكونه «أداة غير رسمية للدعاية البابوية». بل وصنّف بعض العلماء هذا الكتاب كأعمال إيزيدور الزائف وهبة قسطنطين من ضمن الأدوات التي استخدمتها البابوية في العصور الوسطى لتمثيل نفسه «كالمؤسسة الطبيعية للكنيسة، التي تكتسي بالسلطة المطلقة والدائمة».
يرجع عنوان الكتاب إلى القرن الثاني عشر، على الرغم من أنه لم يصبح اسمه رسميًا إلا في القرن الخامس عشر، كما اتخذ عنوانه الكنسي منذ طبعة دوتشيسن في القرن التاسع عشر. حمل الكتاب في أقدم مخطوطاته عنوان «الكتاب الذي يحتوي على أعمال الباباوات المباركة من المدينة الباباوية روما» (باللاتينية: Liber episcopalis in quo continentur acta beatorum pontificum Urbis Romae).

## وصلات خارجية
- English Translation (Loomis, Louise Ropes 1916)